# Progreso kommun, Yucatán
Progreso är en kommun i Mexiko.   Den ligger i delstaten Yucatán, i den östra delen av landet, 1 000 km öster om huvudstaden Mexico City. Antalet invånare är 53 958. Arean är 270 kvadratkilometer.
Terrängen i Progreso är mycket platt.
Följande samhällen finns i Progreso:
- Progreso de Castro
- Chicxulub
- Campestre Flamboyanes
- Chelem
- El Paraíso